# Liste der denkmalgeschützten Objekte in Drosendorf-Zissersdorf
Die Liste der denkmalgeschützten Objekte in Drosendorf-Zissersdorf enthält die 126 denkmalgeschützten, unbeweglichen Objekte der niederösterreichischen Stadtgemeinde Drosendorf-Zissersdorf im Bezirk Horn.

## Denkmäler
| Foto  |                 | Denkmal | Standort                                                           | Beschreibung | Metadaten |
| ----- | --------------- | --- | ------------------------------------------------------------------ | --- | --- |
| ja    | Datei hochladen | Flur-/Wegkapelle HERIS-ID: 32524 Objekt-ID: 29640 marterl.at: 5088                                                        | Standort KG: Autendorf                                             | Die Flur-/Wegkapelle in Autendorf wurde um 1800 erbaut. Sie hat eine rundbogige Öffnung, einen Dreiecksgiebel und profiliertes Gesims. Westlich davon steht ein mit 1851 bezeichnetes Steinkreuz. | BDA-Hist.: Q37948514 Status: § 2a Stand der BDA-Liste: 2025-06-30 Name: Flur-/Wegkapelle GstNr.: 464 |
| ja    | Datei hochladen | Pfarrhof HERIS-ID: 49599 Objekt-ID: 53495                                                                                 | Drosendorf Altstadt 1 Standort KG: Drosendorf Altstadt             | Der Pfarrhof westlich der Kirche ist eine vierseitige, zweigeschoßige, barocke Anlage mit Walmdächern und Fenstern mit zum Teil geraden, gekehlten Verdachungen aus der Zeit um 1700. Der Hof ist im Osten durch eine rundbogige Durchfahrt zugänglich. Die Räume im Erdgeschoß verfügt über Platzlgewölbe zwischen breiten Gurten. Im Westflügel liegt eine ehemalige Kapelle. | BDA-Hist.: Q38034879 Status: § 2a Stand der BDA-Liste: 2025-06-30 Name: Pfarrhof GstNr.: 4 |
| ja    | Datei hochladen | Kath. Pfarrkirche hll. Peter und Paulus HERIS-ID: 32036 Objekt-ID: 29081                                                  | Drosendorf Altstadt 1, neben Standort KG: Drosendorf Altstadt      | Die Pfarrkirche in Drosendorf, eine spätgotische Staffelkirche aus der Zeit um 1517 mit barockisiertem Innenraum, hat einen eingezogenen Chor und einen Westturm. | BDA-Hist.: Q2082589 Status: § 2a Stand der BDA-Liste: 2025-06-30 Name: Kath. Pfarrkirche hll. Peter und Paulus GstNr.: 1 Pfarrkirche Drosendorf |
| ja    | Datei hochladen | Ehem. Friedhof HERIS-ID: 32037 Objekt-ID: 29083                                                                           | Standort KG: Drosendorf Altstadt                                   | Der ehemalige Friedhof ist zusammen mit Kirche und Pfarrhof von einer Umfassungsmauer umgeben. | BDA-Hist.: Q37945810 Status: § 2a Stand der BDA-Liste: 2025-06-30 Name: Ehem. Friedhof GstNr.: 2, 799 Friedhof Drosendorf |
| ja    | Datei hochladen | Bildstock HERIS-ID: 32038 Objekt-ID: 29085                                                                                | Standort KG: Drosendorf Altstadt                                   | Das Lederer- oder Urlaubsmarterl stammt aus der zweiten Hälfte des 16. Jahrhunderts. Es hat einen rechteckigen Sockel, ein achteckiges Mittelstück, einen Halsring und ein kapitellartiges Schulterstück mit Wappenkartusche. Auf der Kragenplatte befindet sich ein aus Ziegeln gemauertes Tabernakel, das durch eine Dachplatte mit Helm gedeckt ist. | BDA-Hist.: Q37945820 Status: § 2a Stand der BDA-Liste: 2025-06-30 Name: Bildstock GstNr.: 113/2 |
| ja    | Datei hochladen | Figurenbildstock hl. Johannes Nepomuk HERIS-ID: 32039 Objekt-ID: 29086                                                    | Drosendorf Altstadt 45, gegenüber Standort KG: Drosendorf Altstadt | An der Brücke über den Thumeritzbach steht auf einem Postament eine mit „1726“ bezeichnete Statue des Johannes Nepomuk. | BDA-Hist.: Q37945831 Status: § 2a Stand der BDA-Liste: 2025-06-30 Name: Figurenbildstock hl. Johannes Nepomuk GstNr.: 122/1 |
| ja    | Datei hochladen | Stadtbefestigung (Gesamtanlage) Drosendorf HERIS-ID: 61197 Objekt-ID: 73607                                               | Standort KG: Drosendorf Stadt                                      | Die Stadtbefestigung von Drosendorf ist die einzige noch vollkommen geschlossene Stadtmauer Österreichs. Sie umgibt die Altstadt auf einer Länge von 1750 m. | BDA-Hist.: Q1422954 Status: Bescheid Stand der BDA-Liste: 2025-06-30 Name: Stadtbefestigung (Gesamtanlage) Drosendorf GstNr.: 939/9, 939/10, 134, 137, 181, 198, 358/1, 138/2, 42/2, 175, 176/1, 176/2, 180, 183, 184, 182, 939/2 City walls of Drosendorf                                                                                          |
| ja    | Datei hochladen | ostseitige Befestigungsanlage, Zwingermauer mit Raabser Tor und Schalentürmen HERIS-ID: 112726 Objekt-ID: 130939seit 2017 | Standort KG: Drosendorf Stadt                                      | Im östlichen Teil der Befestigungsanlage befindet das einzige erhaltene von ehemals zwei Stadttoren, das Raabser Tor, mit Zwingermauer und Schalentürmen. | BDA-Hist.: Q37831806 Status: Bescheid Stand der BDA-Liste: 2025-06-30 Name: Befestigungsanlage, Zwingermauer mit Raabser Tor und Schalentürmen GstNr.: 135,136, 196/1, 196/2, 194/1, 194/3, 193, 195, 189, 187/1, 188, 187/2, 3/1, 138/1, 179, 185, 177, 178, 190, 191, 192, 186, 197 City walls of Drosendorf                                      |
| ja    | Datei hochladen | Befestigungsanlage, Hauptmauer mit Türmen HERIS-ID: 112725 Objekt-ID: 130938seit 2019                                     | Standort KG: Drosendorf Stadt                                      | Die erste Stadtmauer wurde im 13. Jahrhundert errichtet. Durch mehrere Umbauten, Verstärkungen und Erweiterungen bis ins frühe 15. Jahrhundert erhielt die Hauptmauer schließlich ihre heutige Form mit ca. 10 m Höhe und 1,9 m Stärke. | BDA-Hist.: Q105658310 Status: Bescheid Stand der BDA-Liste: 2025-06-30 Name: Befestigungsanlage, Hauptmauer mit Türmen GstNr.: 29, 133, 154/1, 154/2, 153, 14, 17, 19, 127, 124, 125, 939/6, 105, 106, 104, 101, 100, 96, 118, 3/1, 3/2, 88, 5, 107, 93, 35, 108, 87/1, 43, 92, 46, 47/1, 48, 49/1, 41, 89, 98, 45, 39, 36 City walls of Drosendorf |
| ja    | Datei hochladen | Befestigungsanlage, Vorwerke mit Schlossbrücken HERIS-ID: 112727 Objekt-ID: 130940seit 2017                               | Standort KG: Drosendorf Stadt                                      | Das Schloss Drosendorf und die Stadtmauer verfügen über umfangreiche Vorwerke und drei Steinbogenbrücken. Eine davon führt vom Schloss aus in die Stadt, zwei weitere über den Stadtgraben. | BDA-Hist.: Q37831813 Status: Bescheid Stand der BDA-Liste: 2025-06-30 Name: Befestigungsanlage, Vorwerke mit Schlossbrücken GstNr.: 154/1, 147/1, 150, 152/2, 158, 142, 172, 168, 169 City walls of Drosendorf |
| ja    | Datei hochladen | Bildstock Fleischhackerkreuz HERIS-ID: 32515 Objekt-ID: 29627                                                             | neben Badstraße 3 Standort KG: Drosendorf Stadt                    | Das sogenannte Fleischhackerkreuz oder -marterl westlich des Raabser Tores hat einen gedrehten Schaft und einen Aufsatz mit Kreuzdach. Es wurde um 1500 errichtet. | BDA-Hist.: Q37948453 Status: § 2a Stand der BDA-Liste: 2025-06-30 Name: Bildstock Fleischhackerkreuz GstNr.: 479/4 |
| ja    | Datei hochladen | Aufnahmsgebäude Drosendorf HERIS-ID: 49600 Objekt-ID: 53496                                                               | Bahngasse 2 Standort KG: Drosendorf Stadt                          | Der Bahnhof der Lokalbahn Retz–Drosendorf wurde 1910 östlich der Stadt im Heimatstil erbaut. An der Gleisseite hat er ein Vordach auf Holzständern. | BDA-Hist.: Q119822728 Status: Bescheid Stand der BDA-Liste: 2025-06-30 Name: Aufnahmsgebäude Drosendorf-Zissersdorf GstNr.: 996 Aufnahmsgebäude Bahnhof Drosendorf |
| ja    | Datei hochladen | Bürgerhaus HERIS-ID: 72025 Objekt-ID: 85235seit 2017                                                                      | Bürgerspitalgasse 1 Standort KG: Drosendorf Stadt                  | | BDA-Hist.: Q38128987 Status: Bescheid Stand der BDA-Liste: 2025-06-30 Name: Bürgerhaus GstNr.: 99 |
| ja    | Datei hochladen | Bürgerhaus HERIS-ID: 72031 Objekt-ID: 85241seit 2019                                                                      | Bürgerspitalgasse 2 Standort KG: Drosendorf Stadt                  | | BDA-Hist.: Q105646544 Status: Bescheid Stand der BDA-Liste: 2025-06-30 Name: Bürgerhaus GstNr.: 113 |
| ja    | Datei hochladen | Bürgerhaus HERIS-ID: 72027 Objekt-ID: 85237seit 2017                                                                      | Bürgerspitalgasse 3 Standort KG: Drosendorf Stadt                  | | BDA-Hist.: Q38128996 Status: Bescheid Stand der BDA-Liste: 2025-06-30 Name: Bürgerhaus GstNr.: 102 |
| ja    | Datei hochladen | Bürgerhaus HERIS-ID: 72032 Objekt-ID: 85242seit 2019                                                                      | Bürgerspitalgasse 4 Standort KG: Drosendorf Stadt                  | | BDA-Hist.: Q105646546 Status: Bescheid Stand der BDA-Liste: 2025-06-30 Name: Bürgerhaus GstNr.: 111 |
| ja    | Datei hochladen | Bürgerhaus HERIS-ID: 72028 Objekt-ID: 85238seit 2017                                                                      | Bürgerspitalgasse 5 Standort KG: Drosendorf Stadt                  | | BDA-Hist.: Q38129005 Status: Bescheid Stand der BDA-Liste: 2025-06-30 Name: Bürgerhaus GstNr.: 103 |
| ja    | Datei hochladen | Bürgerhaus HERIS-ID: 72033 Objekt-ID: 85243seit 2017                                                                      | Bürgerspitalgasse 6 Standort KG: Drosendorf Stadt                  | | BDA-Hist.: Q38129031 Status: Bescheid Stand der BDA-Liste: 2025-06-30 Name: Bürgerhaus GstNr.: 110 |
| ja    | Datei hochladen | Bürgerhaus HERIS-ID: 72029 Objekt-ID: 85239seit 2017                                                                      | Bürgerspitalgasse 7 Standort KG: Drosendorf Stadt                  | | BDA-Hist.: Q38129013 Status: Bescheid Stand der BDA-Liste: 2025-06-30 Name: Bürgerhaus GstNr.: 106 |
| ja    | Datei hochladen | Bürgerhaus HERIS-ID: 72030 Objekt-ID: 85240seit 2017                                                                      | Bürgerspitalgasse 9 Standort KG: Drosendorf Stadt                  | | BDA-Hist.: Q38129021 Status: Bescheid Stand der BDA-Liste: 2025-06-30 Name: Bürgerhaus GstNr.: 117 |
| ja    | Datei hochladen | ehem. Bürgerspital HERIS-ID: 49601 Objekt-ID: 53497seit 2017                                                              | Bürgerspitalgasse 11 Standort KG: Drosendorf Stadt                 | Das ehemalige Bürgerspital, 1536 von Johann Mrakesch von Noskau gegründet, ist ein ein- bis zweigeschoßiger, im Kern spätmittelalterlicher Komplex mit breitem Schopfwalmdach. 1925 wurde darin ein Heimatmuseum eingerichtet. | BDA-Hist.: Q38034899 Status: Bescheid Stand der BDA-Liste: 2025-06-30 Name: ehem. Bürgerspital GstNr.: 118, 119 |
| ja    | Datei hochladen | Bürgerhaus HERIS-ID: 32045 Objekt-ID: 29095seit 2019                                                                      | Bürgerspitalgasse 13 Standort KG: Drosendorf Stadt                 | Das giebelständige Bürgerhaus mit seitlicher Einfahrt stammt aus der zweiten Hälfte des 18. Jahrhunderts. | BDA-Hist.: Q105643128 Status: Bescheid Stand der BDA-Liste: 2025-06-30 Name: Bürgerhaus GstNr.: 124, 125 |
| ja    | Datei hochladen | Bürgerhaus HERIS-ID: 32046 Objekt-ID: 29096seit 2019                                                                      | Bürgerspitalgasse 15 Standort KG: Drosendorf Stadt                 | | BDA-Hist.: Q105643129 Status: Bescheid Stand der BDA-Liste: 2025-06-30 Name: Bürgerhaus GstNr.: 126, 127 |
| ja    | Datei hochladen | Bürgerhaus HERIS-ID: 32047 Objekt-ID: 29097seit 2017                                                                      | Bürgerspitalgasse 17 Standort KG: Drosendorf Stadt                 | Das zweigeschoßige Bürgerhaus wurde im 16. Jahrhundert errichtet und im 18. Jahrhundert umgebaut. Hinter dem Haus befindet sich der letzte erhaltene Rest einer Stadtmauererweiterung des 16. Jahrhunderts. | BDA-Hist.: Q37945884 Status: Bescheid Stand der BDA-Liste: 2025-06-30 Name: Bürgerhaus GstNr.: 132 |
| ja    | Datei hochladen | Kath. Pfarrkirche hl. Martin, sog. Marktkirche HERIS-ID: 46754 Objekt-ID: 48919                                           | Hauptplatz Standort KG: Drosendorf Stadt                           | Die sogenannte Marktkirche ist ein freistehender Bau in der Mitte des Hauptplatzes. Die spätgotische Saalkirche hat einen vorgesetzten Westturm und einen eingezogenen, niedrigen Chor. Sie wurde 1461–1463 anstelle einer Kapelle des 13. Jahrhunderts erbaut. | BDA-Hist.: Q1758578 Status: Bescheid Stand der BDA-Liste: 2025-06-30 Name: Kath. Pfarrkirche hl. Martin, sog. Marktkirche GstNr.: 84 Stadtkirche Drosendorf |
| ja    | Datei hochladen | Dreifaltigkeitssäule HERIS-ID: 32513 Objekt-ID: 29625                                                                     | Hauptplatz Standort KG: Drosendorf Stadt                           | Die Dreifaltigkeitssäule steht östlich der Marktkirche inmitten des Hauptplatzes. Sie wurde 1714 erbaut. Auf einem sechsseitigen Stufenunterbau ruht ein dreiseitiges, sphärisches Volutenpostament und darauf erhebt sich ein schlanker Wolkenobelisk mit einer Figurengruppe Marienkrönung durch Hl. Dreifaltigkeit mit Putten. Eckfiguren stellen die hll. Sebastian, Rochus und Johannes Nepomuk dar. Ebenso ist ein Relief der hl. Rosalia zu sehen. An der Rückseite befindet sich eine Pestinschrift mit Chronogramm: so DIe herrsChafftVnD DIe statt In pestzeIt besChVzet hat.         | BDA-Hist.: Q37948428 Status: Bescheid Stand der BDA-Liste: 2025-06-30 Name: Dreifaltigkeitssäule GstNr.: 939/7 Dreifaltigkeitssäule Drosendorf |
| ja    | Datei hochladen | Pranger HERIS-ID: 32514 Objekt-ID: 29626                                                                                  | Hauptplatz Standort KG: Drosendorf Stadt                           | Der Pranger in Drosendorf ist einer der höchsten erhaltenen im deutschsprachigen Raum. Der Unterteil stammt aus der Zeit um 1500 und hat einen gotischen Kielbogen. Der Steinerne Mann wurde 1616 angefertigt. Um die Blutgerichtsbarkeit darzustellen hielt der Ritter ein Schwert in der Hand. Dieses brach später ab. An Markttagen wurde stattdessen ein Schwert als Ersatz an einer langen Stange an den Pranger gelehnt. | BDA-Hist.: Q37948441 Status: Bescheid Stand der BDA-Liste: 2025-06-30 Name: Pranger GstNr.: 939/7 Pranger, Drosendorf Stadt |
| ja    | Datei hochladen | Brunnen HERIS-ID: 112723 Objekt-ID: 130936seit 2017                                                                       | gegenüber Hauptplatz 12 Standort KG: Drosendorf Stadt              | Der Ziehbrunnen östlich der Kirche wird auf das 13. Jahrhundert datiert. Seinen sichtbaren Teil bildet ein Ring aus Steinquadern mit vorkragendem oberen Abschluss. Bis 1926 wurde er zur Wasserversorgung der Stadt genutzt. | BDA-Hist.: Q37831803 Status: Bescheid Stand der BDA-Liste: 2025-06-30 Name: Brunnen GstNr.: 939/7 |
| ja    | Datei hochladen | Rathaus HERIS-ID: 49602 Objekt-ID: 53498                                                                                  | Hauptplatz 1 Standort KG: Drosendorf Stadt                         | Das Rathaus wurde 1542 von der Stadt erworben. Es verfügt über einen Putzvolutengiebel, Sgraffiti von August Hoffmann aus den 1930er-Jahren und ein reliefiertes Stadtwappen. Im kreuzgratgewölbten Obergeschoß befindet sich eine Eisenplattentüre aus dem 17. Jahrhundert. | BDA-Hist.: Q2132415 Status: Bescheid Stand der BDA-Liste: 2025-06-30 Name: Rathaus GstNr.: 121 Rathaus Drosendorf |
| ja BW | Datei hochladen | Ehem. Bergamtshaus HERIS-ID: 72041 Objekt-ID: 85251seit 2017                                                              | Hauptplatz 2 Standort KG: Drosendorf Stadt                         | Das zweigeschoßige ehemalige Bergamtshaus aus dem 16. Jahrhundert hat profilierte Fensterrahmungen und ein Kordongesims. Die beiden seitlichen Turmrisaliten mit Mansardenhelmen und Sgraffitodekor an den Ecken stammen aus dem frühen 20. Jahrhundert; sie sind durch einen brückenartigen Balkon verbunden. | BDA-Hist.: Q38129067 Status: Bescheid Stand der BDA-Liste: 2025-06-30 Name: Ehem. Bergamtshaus GstNr.: 116 |
| ja    | Datei hochladen | Bürgerhaus, sog. Templerhaus HERIS-ID: 32051 Objekt-ID: 29105seit 2017                                                    | Hauptplatz 3 Standort KG: Drosendorf Stadt                         | In der Giebelfassade des sogenannten Templerhauses ist eine Rundbogennische mit weißem Faschenrahmen zu sehen. Darin befindet sich auf einer Steinplatte, von Natursteinen umrahmt, eine Statue, die der Volksmund „Götzenmanderl“ nennt, mit möglicherweise romanischem oder karolingischem Ursprung. Der Legende nach wurde die Figur von Tempelrittern mitgebracht. Eine tatsächliche Verbindung zu dem Ritterorden ist jedoch nicht belegt und gilt als unwahrscheinlich. Das Haus selbst diente im Mittelalter als Wintersitz der Herrschaft Eibenstein.                                   | BDA-Hist.: Q37945935 Status: Bescheid Stand der BDA-Liste: 2025-06-30 Name: Bürgerhaus, sog. Templerhaus GstNr.: 11 |
| ja    | Datei hochladen | Bürgerhaus HERIS-ID: 32052 Objekt-ID: 29106seit 2017                                                                      | Hauptplatz 4 Standort KG: Drosendorf Stadt                         | Das Bürgerhaus ist Teil der zweigeschoßigen traufständigen Verbauung im östlichen Abschnitt des Hauptplatzes, die bei den Hausnummern 2 bis 22 bzw. 1 bis 35 vorherrschend ist. | BDA-Hist.: Q37945946 Status: Bescheid Stand der BDA-Liste: 2025-06-30 Name: Bürgerhaus GstNr.: 115 |
| ja    | Datei hochladen | Bürgerhaus, Gasthof Schneider HERIS-ID: 32395 Objekt-ID: 29475seit 2017                                                   | Hauptplatz 5 Standort KG: Drosendorf Stadt                         | Der Gasthof am Hauptplatz 5 hat einen Schopfwalmgiebel, einen Flacherker auf geschwungenen Konsolen, ein rundbogiges Kellerportal und Innenräume mit Kreuzgratgewölbe. | BDA-Hist.: Q37947599 Status: Bescheid Stand der BDA-Liste: 2025-06-30 Name: Bürgerhaus, Gasthof Schneider GstNr.: 12 |
| ja    | Datei hochladen | Bürgerhaus HERIS-ID: 32396 Objekt-ID: 29476seit 2017                                                                      | Hauptplatz 6 Standort KG: Drosendorf Stadt                         | Das Bürgerhaus ist Teil der zweigeschoßigen traufständigen Verbauung im östlichen Abschnitt des Hauptplatzes, die bei den Hausnummern 2 bis 22 bzw. 1 bis 35 vorherrschend ist. | BDA-Hist.: Q37947608 Status: Bescheid Stand der BDA-Liste: 2025-06-30 Name: Bürgerhaus GstNr.: 98 |
| ja    | Datei hochladen | Bürgerhaus HERIS-ID: 57435 Objekt-ID: 67482seit 2017                                                                      | Hauptplatz 7 Standort KG: Drosendorf Stadt                         | Das Bürgerhaus am Hauptplatz 7 hat im Untergeschoß eine gebänderte Fassade aus der ersten Hälfte des 18. Jahrhunderts und ein profiliertes Rundbogenportal. Das Obergeschoß verfügt über kannelierte Pilaster und Fensterrahmungen des 19. Jahrhunderts. | BDA-Hist.: Q38076441 Status: Bescheid Stand der BDA-Liste: 2025-06-30 Name: Bürgerhaus GstNr.: 14/1, 14/2 |
| ja    | Datei hochladen | Bürgerhaus HERIS-ID: 32397 Objekt-ID: 29478seit 2017                                                                      | Hauptplatz 8 Standort KG: Drosendorf Stadt                         | Das Bürgerhaus am Hauptplatz 8 ist durch ein Walmdach gedeckt. Die Fassade ist durch Doppelpilaster gegliedert und im Untergeschoß genutet. | BDA-Hist.: Q37947616 Status: Bescheid Stand der BDA-Liste: 2025-06-30 Name: Bürgerhaus GstNr.: 95 |
| ja    | Datei hochladen | Bürgerhaus HERIS-ID: 32398 Objekt-ID: 29479seit 2017                                                                      | Hauptplatz 9 Standort KG: Drosendorf Stadt                         | Das Bürgerhaus ist Teil der zweigeschoßigen traufständigen Verbauung im östlichen Abschnitt des Hauptplatzes, die bei den Hausnummern 2 bis 22 bzw. 1 bis 35 vorherrschend ist. | BDA-Hist.: Q37947623 Status: Bescheid Stand der BDA-Liste: 2025-06-30 Name: Bürgerhaus GstNr.: 15/1 |
| ja    | Datei hochladen | Bürgerhaus HERIS-ID: 32399 Objekt-ID: 29480seit 2017                                                                      | Hauptplatz 10 Standort KG: Drosendorf Stadt                        | Das Bürgerhaus am Hauptplatz 10 verfügt über einen Flur mit Stichkappentonne und eine Rauchküche mit Pyramidenkamin. | BDA-Hist.: Q37947633 Status: Bescheid Stand der BDA-Liste: 2025-06-30 Name: Bürgerhaus GstNr.: 94 |
| ja    | Datei hochladen | Bürgerhaus, ehem. Kaplanhaus HERIS-ID: 32400 Objekt-ID: 29481seit 2017                                                    | Hauptplatz 11 Standort KG: Drosendorf Stadt                        | Das ehemalige Kaplanhaus, 1324 durch Herzog Albrecht errichtet, wurde 1929 zur Gänze umgebaut. | BDA-Hist.: Q37947644 Status: Bescheid Stand der BDA-Liste: 2025-06-30 Name: Bürgerhaus, ehem. Kaplanhaus GstNr.: 16 |
| ja    | Datei hochladen | Bürgerhaus HERIS-ID: 32401 Objekt-ID: 29482seit 2017                                                                      | Hauptplatz 12 Standort KG: Drosendorf Stadt                        | Die Fassade des Bürgerhauses am Hauptplatz 12 wurde im späten 19. Jahrhundert gestaltet. | BDA-Hist.: Q37947656 Status: Bescheid Stand der BDA-Liste: 2025-06-30 Name: Bürgerhaus GstNr.: 91 |
| ja    | Datei hochladen | Apothekerhaus, ehem. Regentenhaus HERIS-ID: 32402 Objekt-ID: 29483seit 2017                                               | Hauptplatz 13 Standort KG: Drosendorf Stadt                        | Das Apothekerhaus (früher Regentenhaus genannt) diente von 1633 bis 1666 als Wintersitz der Abte von Geras. Der fünfachsige Bau verfügt über einen Schopfwalmgiebel mit profiliertem Gesims und über Fensterrahmungen mit geraden Verdachungen aus dem 17. Jahrhundert. Der Flur ist tonnengewölbt, im Obergeschoß ist ein Kreuzgratgewölbe zu sehen. Anmerkung: Das Objekt geht durch (18/2) bis zu An der Stadtmauer | BDA-Hist.: Q37947666 Status: Bescheid Stand der BDA-Liste: 2025-06-30 Name: Apothekerhaus, ehem. Regentenhaus GstNr.: 18/1, 18/2 |
| ja    | Datei hochladen | Bürgerhaus HERIS-ID: 32403 Objekt-ID: 29484seit 2017                                                                      | Hauptplatz 14 Standort KG: Drosendorf Stadt                        | Das Bürgerhaus am Hauptplatz 14 verfügt über eine tonnengewölbte Einfahrt und ein abgefastes Rundbogenportal aus dem frühen 16. Jahrhundert. Die Sohlbänke stammen aus dem 17. Jahrhundert. | BDA-Hist.: Q37947676 Status: Bescheid Stand der BDA-Liste: 2025-06-30 Name: Bürgerhaus GstNr.: 90 |
| ja    | Datei hochladen | Bürgerhaus HERIS-ID: 32404 Objekt-ID: 29485seit 2017                                                                      | Hauptplatz 15 Standort KG: Drosendorf Stadt                        | Das Bürgerhaus ist Teil der zweigeschoßigen traufständigen Verbauung im östlichen Abschnitt des Hauptplatzes, die bei den Hausnummern 2 bis 22 bzw. 1 bis 35 vorherrschend ist. | BDA-Hist.: Q37947684 Status: Bescheid Stand der BDA-Liste: 2025-06-30 Name: Bürgerhaus GstNr.: 19/1 |
| ja    | Datei hochladen | Bürgerhaus HERIS-ID: 32405 Objekt-ID: 29486seit 2017                                                                      | Hauptplatz 16 Standort KG: Drosendorf Stadt                        | Das Bürgerhaus Hauptplatz 16 hat im Flur ein Tonnengewölbe mit Schalungsabdruck, datiert auf das 16. Jahrhundert. | BDA-Hist.: Q37947692 Status: Bescheid Stand der BDA-Liste: 2025-06-30 Name: Bürgerhaus GstNr.: 88 |
| ja    | Datei hochladen | Bürgerhaus HERIS-ID: 32406 Objekt-ID: 29487seit 2017                                                                      | Hauptplatz 17 Standort KG: Drosendorf Stadt                        | Das Bürgerhaus ist Teil der zweigeschoßigen traufständigen Verbauung im östlichen Abschnitt des Hauptplatzes, die bei den Hausnummern 2 bis 22 bzw. 1 bis 35 vorherrschend ist. | BDA-Hist.: Q37947704 Status: Bescheid Stand der BDA-Liste: 2025-06-30 Name: Bürgerhaus GstNr.: 20/1 |
| ja    | Datei hochladen | Bürgerhaus HERIS-ID: 32407 Objekt-ID: 29488seit 2019                                                                      | Hauptplatz 18 Standort KG: Drosendorf Stadt                        | Das Bürgerhaus Hauptplatz 18 verfügt über ein abgefastes Rundbogenportal mit Keilstein. Die Fenster sind mit unterschnittenen Sohlbänken ausgestattet. Das Tonnengewölbe im oberen Geschoß stammt aus dem 16. Jahrhundert, der eingemauerte Mühlstein an der Stadtmauer von 1548. | BDA-Hist.: Q105643131 Status: Bescheid Stand der BDA-Liste: 2025-06-30 Name: Bürgerhaus GstNr.: 86 |
| ja    | Datei hochladen | Bürgerhaus HERIS-ID: 32408 Objekt-ID: 29489seit 2017                                                                      | Hauptplatz 19 Standort KG: Drosendorf Stadt                        | Die späthistoristische Fassade mit Kastenportal wurde Ende des 19. Jahrhunderts geschaffen. Die Einfahrt ist mit kassettierten Türblättern des 19. Jahrhunderts ausgestattet. | BDA-Hist.: Q37947715 Status: Bescheid Stand der BDA-Liste: 2025-06-30 Name: Bürgerhaus GstNr.: 21 |
| ja    | Datei hochladen | Bürgerhaus HERIS-ID: 32409 Objekt-ID: 29490seit 2017                                                                      | Hauptplatz 20 Standort KG: Drosendorf Stadt                        | Das Bürgerhaus ist Teil der zweigeschoßigen traufständigen Verbauung im östlichen Abschnitt des Hauptplatzes, die bei den Hausnummern 2 bis 22 bzw. 1 bis 35 vorherrschend ist. | BDA-Hist.: Q37947724 Status: Bescheid Stand der BDA-Liste: 2025-06-30 Name: Bürgerhaus GstNr.: 85/1 |
| ja    | Datei hochladen | Wohnhaus HERIS-ID: 111519 Objekt-ID: 129414                                                                               | Hauptplatz 21 Standort KG: Drosendorf Stadt                        | Das Wohnhaus am Hauptplatz 21 ist ein breitgelagerter Bau mit Schopfwalmgiebel und gekehlten Sohlbänken, das um 1960 verändert wurde. | BDA-Hist.: Q37824442 Status: Bescheid Stand der BDA-Liste: 2025-06-30 Name: Wohnhaus GstNr.: 22 |
| ja    | Datei hochladen | Bürgerhaus HERIS-ID: 32433 Objekt-ID: 29539seit 2017                                                                      | Hauptplatz 22 Standort KG: Drosendorf Stadt                        | Das eingeschoßige, giebelständige Bürgerhaus aus dem 17. Jahrhundert hat gekehlte Sohlbänke, gekehltes und gebauchtes Gesims, darüber einen geschweiften Blendgiebel aus dem 18. Jahrhundert. | BDA-Hist.: Q37947910 Status: Bescheid Stand der BDA-Liste: 2025-06-30 Name: Bürgerhaus GstNr.: 79/1 |
| ja    | Datei hochladen | Bürgerhaus HERIS-ID: 32434 Objekt-ID: 29540seit 2017                                                                      | Hauptplatz 23 Standort KG: Drosendorf Stadt                        | Die Fassade dieses zweigeschoßigen Bürgerhauses stammt aus der ersten Hälfte des 19. Jahrhunderts. | BDA-Hist.: Q37947935 Status: Bescheid Stand der BDA-Liste: 2025-06-30 Name: Bürgerhaus GstNr.: 25 |
| ja    | Datei hochladen | Bürgerhaus HERIS-ID: 32435 Objekt-ID: 29541seit 2019                                                                      | Hauptplatz 24 Standort KG: Drosendorf Stadt                        | Das im 16. Jahrhundert gebaute Haus am Hauptplatz 24, mit abgefastem Steinportal und abgefasten Fenstergewänden, hat im Untergeschoß ein Tonnengewölbe und im Obergeschoß ein Platzlgewölbe mit Putzschnittdecken aus dem 18 Jahrhundert. | BDA-Hist.: Q105643134 Status: Bescheid Stand der BDA-Liste: 2025-06-30 Name: Bürgerhaus GstNr.: 78 |
| ja    | Datei hochladen | Bürgerhaus HERIS-ID: 32437 Objekt-ID: 29543seit 2017                                                                      | Hauptplatz 25 Standort KG: Drosendorf Stadt                        | Das Bürgerhaus ist Teil der zweigeschoßigen traufständigen Verbauung im östlichen Abschnitt des Hauptplatzes, die bei den Hausnummern 2 bis 22 bzw. 1 bis 35 vorherrschend ist. | BDA-Hist.: Q37947951 Status: Bescheid Stand der BDA-Liste: 2025-06-30 Name: Bürgerhaus GstNr.: 26 |
| ja    | Datei hochladen | Bürgerhaus HERIS-ID: 32438 Objekt-ID: 29544seit 2017                                                                      | Hauptplatz 26 Standort KG: Drosendorf Stadt                        | Das Bürgerhaus am Hauptplatz 26 verfügt über eine Fassade mit Dekor im Plattenstil aus der Zeit um 1800. Den Zugang bildet ein Korbbogenportal mit Keilstein. Das Türblatt mit kannelierten Federn und Rosetten wurde im 19. Jahrhundert angefertigt. | BDA-Hist.: Q37947962 Status: Bescheid Stand der BDA-Liste: 2025-06-30 Name: Bürgerhaus GstNr.: 76/2 |
| ja    | Datei hochladen | Gasthaus Goldenes Lamm HERIS-ID: 32439 Objekt-ID: 29545seit 2017                                                          | Hauptplatz 27 Standort KG: Drosendorf Stadt                        | Das Gasthaus Goldenes Lamm hat eine korbbogige Einfahrt mit Tonnengewölbe. Die Fassade ist durch Putzfelder gegliedert. Innen gibt es Gasträumen mit Kreuzgratgewölbe aus dem 16. Jahrhundert und ein Platzlgewölbe aus der zweiten Hälfte des 18 Jahrhunderts. | BDA-Hist.: Q37947974 Status: Bescheid Stand der BDA-Liste: 2025-06-30 Name: Gasthaus Goldenes Lamm GstNr.: 29 |
| ja    | Datei hochladen | Bürgerhaus HERIS-ID: 32440 Objekt-ID: 29546seit 2017                                                                      | Hauptplatz 28 Standort KG: Drosendorf Stadt                        | Die Fassadengestaltung des in der zweiten Hälfte des 19. Jahrhunderts umgebauten Bürgerhauses am Hauptplatz 28 geht auf die Zeit um 1800 zurück. | BDA-Hist.: Q37947983 Status: Bescheid Stand der BDA-Liste: 2025-06-30 Name: Bürgerhaus GstNr.: 74 |
| ja    | Datei hochladen | Bürgerhaus HERIS-ID: 32441 Objekt-ID: 29547seit 2017                                                                      | Hauptplatz 29 Standort KG: Drosendorf Stadt                        | Das Bürgerhaus ist Teil der zweigeschoßigen traufständigen Verbauung im östlichen Abschnitt des Hauptplatzes, die bei den Hausnummern 2 bis 22 bzw. 1 bis 35 vorherrschend ist. | BDA-Hist.: Q37947992 Status: Bescheid Stand der BDA-Liste: 2025-06-30 Name: Bürgerhaus GstNr.: 30 |
| ja    | Datei hochladen | Bürgerhaus HERIS-ID: 32444 Objekt-ID: 29551seit 2017                                                                      | Hauptplatz 30 Standort KG: Drosendorf Stadt                        | Das Bürgerhaus am Hauptplatz 30 hat eine gebänderte Fassade und ein Portal aus der Zeit um 1910. Im Obergeschoß gibt es einen Raum mit gekehlter Flachdecke und mittigem Deckenspiegel. | BDA-Hist.: Q37948020 Status: Bescheid Stand der BDA-Liste: 2025-06-30 Name: Bürgerhaus GstNr.: 71 |
| ja    | Datei hochladen | Bürgerhaus HERIS-ID: 72038 Objekt-ID: 85248seit 2017                                                                      | Hauptplatz 31 Standort KG: Drosendorf Stadt                        | Das Bürgerhaus ist Teil der zweigeschoßigen traufständigen Verbauung im östlichen Abschnitt des Hauptplatzes, die bei den Hausnummern 2 bis 22 bzw. 1 bis 35 vorherrschend ist. | BDA-Hist.: Q38129047 Status: Bescheid Stand der BDA-Liste: 2025-06-30 Name: Bürgerhaus GstNr.: 32/1 |
| ja    | Datei hochladen | Bürgerhaus HERIS-ID: 112722 Objekt-ID: 130935seit 2017                                                                    | Hauptplatz 32 Standort KG: Drosendorf Stadt                        | Das Bürgerhaus ist Teil der zweigeschoßigen traufständigen Verbauung im östlichen Abschnitt des Hauptplatzes, die bei den Hausnummern 2 bis 22 bzw. 1 bis 35 vorherrschend ist. | BDA-Hist.: Q37831795 Status: Bescheid Stand der BDA-Liste: 2025-06-30 Name: Bürgerhaus GstNr.: 70 |
| ja    | Datei hochladen | Tormauer HERIS-ID: 111520 Objekt-ID: 129415                                                                               | zwischen Hauptplatz 32, 34 Standort KG: Drosendorf Stadt           | Zwischen den Häusern Hauptplatz 32 und 34 befindet sich eine korbbogige Toreinfahrt mit Dreieckgiebel aus der zweiten Hälfte des 18. Jahrhunderts. | BDA-Hist.: Q37824467 Status: Bescheid Stand der BDA-Liste: 2025-06-30 Name: Tormauer GstNr.: 939/9 |
| ja    | Datei hochladen | Bürgerhaus HERIS-ID: 72039 Objekt-ID: 85249seit 2017                                                                      | Hauptplatz 33 Standort KG: Drosendorf Stadt                        | Das Bürgerhaus ist Teil der zweigeschoßigen traufständigen Verbauung im östlichen Abschnitt des Hauptplatzes, die bei den Hausnummern 2 bis 22 bzw. 1 bis 35 vorherrschend ist. | BDA-Hist.: Q38129054 Status: Bescheid Stand der BDA-Liste: 2025-06-30 Name: Bürgerhaus GstNr.: 33/1 |
| ja    | Datei hochladen | Bürgerhaus HERIS-ID: 72042 Objekt-ID: 85252seit 2017                                                                      | Hauptplatz 34 Standort KG: Drosendorf Stadt                        | | BDA-Hist.: Q38129078 Status: Bescheid Stand der BDA-Liste: 2025-06-30 Name: Bürgerhaus GstNr.: 67, 66 |
| ja    | Datei hochladen | Bürgerhaus HERIS-ID: 32445 Objekt-ID: 29552seit 2017                                                                      | Hauptplatz 35 Standort KG: Drosendorf Stadt                        | Die Fassade des Bürgerhauses am Hauptplatz 35 wird auf das letzte Drittel des 19. Jahrhunderts datiert. | BDA-Hist.: Q37948030 Status: Bescheid Stand der BDA-Liste: 2025-06-30 Name: Bürgerhaus GstNr.: 34 |
| ja    | Datei hochladen | Bürgerhaus HERIS-ID: 72040 Objekt-ID: 85250seit 2017                                                                      | Hauptplatz 37 Standort KG: Drosendorf Stadt                        | Dieses Haus ist Teil einer von Hausnummer 37–43 sich erstreckenden Gruppe mit gestaffelten Fronten. | BDA-Hist.: Q38129060 Status: Bescheid Stand der BDA-Liste: 2025-06-30 Name: Bürgerhaus GstNr.: 36 |
| ja    | Datei hochladen | Bürgerhaus HERIS-ID: 32448 Objekt-ID: 29555seit 2017                                                                      | Hauptplatz 38 Standort KG: Drosendorf Stadt                        | Das Bürgerhaus Hauptplatz 38 hat einen Zwerchgiebel und eine Fassade mit Grobputz. | BDA-Hist.: Q37948038 Status: Bescheid Stand der BDA-Liste: 2025-06-30 Name: Bürgerhaus GstNr.: 63 |
| ja    | Datei hochladen | Bürgerhaus HERIS-ID: 32452 Objekt-ID: 29559seit 2017                                                                      | Hauptplatz 39 Standort KG: Drosendorf Stadt                        | Das Bürgerhaus am Hauptplatz 39 verfügt über einen geschwungenen Giebel mit Bandldekor. | BDA-Hist.: Q37948055 Status: Bescheid Stand der BDA-Liste: 2025-06-30 Name: Bürgerhaus GstNr.: 36 |
| ja    | Datei hochladen | Bürgerhaus HERIS-ID: 32455 Objekt-ID: 29562seit 2017                                                                      | Hauptplatz 40 Standort KG: Drosendorf Stadt                        | Das giebelständige Bürgerhaus weist einen dörflichen Baustil auf. Sein geschwungener Giebel verfügt über Putzvoluten. Den Eingang bildet ein profiliert bekröntes Korbbogenportal mit hochgezogenem Keilstein. Die Fassade geht auf das 18. Jahrhundert zurück, der Baukern auf das 17. Jahrhundert. | BDA-Hist.: Q37948074 Status: Bescheid Stand der BDA-Liste: 2025-06-30 Name: Bürgerhaus GstNr.: 61 |
| ja    | Datei hochladen | Bürgerhaus HERIS-ID: 32463 Objekt-ID: 29570seit 2017                                                                      | Hauptplatz 41 Standort KG: Drosendorf Stadt                        | Das Bürgerhaus am Hauptplatz 41 verfügt über profilierte Gesimse und einen geschwungenen Giebel mit ovalem Fenster und eingerollten Voluten. | BDA-Hist.: Q37948107 Status: Bescheid Stand der BDA-Liste: 2025-06-30 Name: Bürgerhaus GstNr.: 39 |
| ja    | Datei hochladen | Bürgerhaus HERIS-ID: 72043 Objekt-ID: 85254seit 2017                                                                      | Hauptplatz 42 Standort KG: Drosendorf Stadt                        | Das giebelständige Bürgerhaus weist einen dörflichen Baustil auf. | BDA-Hist.: Q38129085 Status: Bescheid Stand der BDA-Liste: 2025-06-30 Name: Bürgerhaus GstNr.: 60 |
| ja    | Datei hochladen | Bürgerhaus HERIS-ID: 32464 Objekt-ID: 29571seit 2017                                                                      | Hauptplatz 43 Standort KG: Drosendorf Stadt                        | Dieses Haus ist Teil einer von Hausnummer 37–43 sich erstreckenden Gruppe mit gestaffelten Fronten. | BDA-Hist.: Q37948117 Status: Bescheid Stand der BDA-Liste: 2025-06-30 Name: Bürgerhaus GstNr.: 40 |
| ja    | Datei hochladen | Bürgerhaus HERIS-ID: 32466 Objekt-ID: 29573seit 2017                                                                      | Hauptplatz 44 Standort KG: Drosendorf Stadt                        | | BDA-Hist.: Q37948140 Status: Bescheid Stand der BDA-Liste: 2025-06-30 Name: Bürgerhaus GstNr.: 57 |
| ja    | Datei hochladen | Bürgerhaus HERIS-ID: 72044 Objekt-ID: 85255seit 2017                                                                      | Hauptplatz 46 Standort KG: Drosendorf Stadt                        | | BDA-Hist.: Q38129093 Status: Bescheid Stand der BDA-Liste: 2025-06-30 Name: Bürgerhaus GstNr.: 56/1 |
| ja    | Datei hochladen | Bürgerhaus HERIS-ID: 72045 Objekt-ID: 85256seit 2017                                                                      | Hauptplatz 48 Standort KG: Drosendorf Stadt                        | Das giebelständige Bürgerhaus weist einen dörflichen Baustil auf. | BDA-Hist.: Q38129102 Status: Bescheid Stand der BDA-Liste: 2025-06-30 Name: Bürgerhaus GstNr.: 54 |
| ja    | Datei hochladen | Bürgerhaus HERIS-ID: 32469 Objekt-ID: 29576seit 2017                                                                      | Hauptplatz 50 Standort KG: Drosendorf Stadt                        | Das giebelständige Bürgerhaus weist einen dörflichen Baustil auf. | BDA-Hist.: Q37948150 Status: Bescheid Stand der BDA-Liste: 2025-06-30 Name: Bürgerhaus GstNr.: 53 |
| ja    | Datei hochladen | Bürgerhaus HERIS-ID: 32470 Objekt-ID: 29577seit 2017                                                                      | Hauptplatz 52 Standort KG: Drosendorf Stadt                        | Dieses Bürgerhaus stammt aus dem 17. Jahrhundert. An der Fassade ist es mit 1904 bezeichnet. Über dem seitlichen Eingang durchstößt ein Segmentbogengiebel die Dachtraufe. | BDA-Hist.: Q37948158 Status: Bescheid Stand der BDA-Liste: 2025-06-30 Name: Bürgerhaus GstNr.: 52/1 |
| ja    | Datei hochladen | Bürgerhaus HERIS-ID: 32471 Objekt-ID: 29578seit 2017                                                                      | Hauptplatz 54 Standort KG: Drosendorf Stadt                        | Das Bürgerhaus verfügt über eine geometrische Putzgliederung aus dem ersten Viertel des 20. Jahrhunderts und hat mittig einen abgewalmten Zwerchgiebel. | BDA-Hist.: Q37948168 Status: Bescheid Stand der BDA-Liste: 2025-06-30 Name: Bürgerhaus GstNr.: 51 |
| ja    | Datei hochladen | Bürgerhaus HERIS-ID: 32475 Objekt-ID: 29582seit 2017                                                                      | Hauptplatz 56 Standort KG: Drosendorf Stadt                        | | BDA-Hist.: Q37948192 Status: Bescheid Stand der BDA-Liste: 2025-06-30 Name: Bürgerhaus GstNr.: 50/1 |
| ja    | Datei hochladen | Bürgerhaus, ehem. Bäckerhaus; Dundlerhaus HERIS-ID: 50945 Objekt-ID: 56468                                                | Horner Straße 1 Standort KG: Drosendorf Stadt                      | Das ehemalige Bäckerhaus in der Horner Straße hat eine gestaffelte Front, Flacherker auf geschwungenen Kragsteinen sowie ein rundbogiges Fenstergewände mit Steckgitter und Brezeln. Es trägt die Jahreszahl 1559. | BDA-Hist.: Q38042787 Status: Bescheid Stand der BDA-Liste: 2025-06-30 Name: Bürgerhaus, ehem. Bäckerhaus; Dundlerhaus GstNr.: 122 Dundlerhaus Drosendorf |
| ja    | Datei hochladen | Bürgerhaus HERIS-ID: 72000 Objekt-ID: 85210seit 2017                                                                      | Horner Straße 3 Standort KG: Drosendorf Stadt                      | | BDA-Hist.: Q38128841 Status: Bescheid Stand der BDA-Liste: 2025-06-30 Name: Bürgerhaus GstNr.: 123 |
| ja    | Datei hochladen | Bürgerhaus HERIS-ID: 72007 Objekt-ID: 85217seit 2017                                                                      | Horner Straße 4 Standort KG: Drosendorf Stadt                      | | BDA-Hist.: Q38128903 Status: Bescheid Stand der BDA-Liste: 2025-06-30 Name: Bürgerhaus GstNr.: 9/1 |
| ja    | Datei hochladen | Bürgerhaus HERIS-ID: 72001 Objekt-ID: 85211seit 2017                                                                      | Horner Straße 5 Standort KG: Drosendorf Stadt                      | | BDA-Hist.: Q38128852 Status: Bescheid Stand der BDA-Liste: 2025-06-30 Name: Bürgerhaus GstNr.: 128 |
| ja    | Datei hochladen | Bürgerhaus HERIS-ID: 72008 Objekt-ID: 85218seit 2017                                                                      | Horner Straße 6 Standort KG: Drosendorf Stadt                      | | BDA-Hist.: Q38128911 Status: Bescheid Stand der BDA-Liste: 2025-06-30 Name: Bürgerhaus GstNr.: 8 |
| ja    | Datei hochladen | Bürgerhaus, sog. Kugelhaus HERIS-ID: 32516 Objekt-ID: 29628seit 2017                                                      | Horner Straße 7 Standort KG: Drosendorf Stadt                      | Das sogenannte Kugelhaus stammt im Kern aus dem 16. Jahrhundert. Eine Inschriftstafel aus dem 17. Jahrhundert erinnert an die Belagerung durch Christian von Anhalt im Jahre 1620, in deren Verlauf die Angreifer durch mährische Truppen vertrieben werden konnten. | BDA-Hist.: Q37948465 Status: Bescheid Stand der BDA-Liste: 2025-06-30 Name: Bürgerhaus, sog. Kugelhaus GstNr.: 129 |
| ja    | Datei hochladen | Bürgerhaus HERIS-ID: 72010 Objekt-ID: 85220seit 2017                                                                      | Horner Straße 8 Standort KG: Drosendorf Stadt                      | | BDA-Hist.: Q38128930 Status: Bescheid Stand der BDA-Liste: 2025-06-30 Name: Bürgerhaus GstNr.: 7 |
| ja    | Datei hochladen | Bürgerhaus HERIS-ID: 72002 Objekt-ID: 85212seit 2017                                                                      | Horner Straße 9 Standort KG: Drosendorf Stadt                      | | BDA-Hist.: Q38128861 Status: Bescheid Stand der BDA-Liste: 2025-06-30 Name: Bürgerhaus GstNr.: 130 |
| ja    | Datei hochladen | Bürgerhaus HERIS-ID: 72011 Objekt-ID: 85221seit 2017                                                                      | Horner Straße 10 Standort KG: Drosendorf Stadt                     | | BDA-Hist.: Q38128940 Status: Bescheid Stand der BDA-Liste: 2025-06-30 Name: Bürgerhaus GstNr.: 6 |
| ja    | Datei hochladen | Bürgerhaus HERIS-ID: 72003 Objekt-ID: 85213seit 2017                                                                      | Horner Straße 11 Standort KG: Drosendorf Stadt                     | | BDA-Hist.: Q38128872 Status: Bescheid Stand der BDA-Liste: 2025-06-30 Name: Bürgerhaus GstNr.: 131 |
| ja    | Datei hochladen | Bürgerhaus HERIS-ID: 72020 Objekt-ID: 85230seit 2017                                                                      | Horner Straße 12 Standort KG: Drosendorf Stadt                     | | BDA-Hist.: Q38128969 Status: Bescheid Stand der BDA-Liste: 2025-06-30 Name: Bürgerhaus GstNr.: 5 |
| ja    | Datei hochladen | Bürgerhaus HERIS-ID: 72023 Objekt-ID: 85233seit 2017                                                                      | Horner Straße 14 Standort KG: Drosendorf Stadt                     | | BDA-Hist.: Q38128977 Status: Bescheid Stand der BDA-Liste: 2025-06-30 Name: Bürgerhaus GstNr.: 4 |
| ja    | Datei hochladen | Bürgerhaus HERIS-ID: 72005 Objekt-ID: 85215seit 2017                                                                      | Horner Straße 15-17 Standort KG: Drosendorf Stadt                  | Ein eingeschoßiges Bürgerhaus (Horner Straße 15) zwischen den Tortürmen des ehemaligen Horner Tores. Rechts vom Bürgerhaus das ehemalige Torwärterhaus (Horner Straße 17). Das Horner Tor selbst wurde 1846 abgetragen. | BDA-Hist.: Q38128893 Status: Bescheid Stand der BDA-Liste: 2025-06-30 Name: Bürgerhaus GstNr.: 135, 136 |
| ja    | Datei hochladen | Volks- und Hauptschule HERIS-ID: 49604 Objekt-ID: 53500                                                                   | Horner Straße 24 Standort KG: Drosendorf Stadt                     | Mit dem Bau der Schule wurde 1949 begonnen. 1952 war sie so weit benutzbar, dass die ersten Klassen darin unterrichtet werden konnten. Die offizielle Eröffnung erfolgte 1957. Der Turnsaal wurde 1970–1972 errichtet. | BDA-Hist.: Q38034941 Status: § 2a Stand der BDA-Liste: 2025-06-30 Name: Volks- und Hauptschule GstNr.: 355/25 |
| ja    | Datei hochladen | Kriegerdenkmal HERIS-ID: 32518 Objekt-ID: 29631                                                                           | Horner Straße 20, in der Nähe Standort KG: Drosendorf Stadt        | An der Horner Straße wurde eine Gedenkstätte für die im Ersten und Zweiten Weltkrieg gefallenen Soldaten eingerichtet. | BDA-Hist.: Q37948491 Status: § 2a Stand der BDA-Liste: 2025-06-30 Name: Kriegerdenkmal GstNr.: 356/17 |
| ja    | Datei hochladen | Hausberg Johannesberg HERIS-ID: 33736 Objekt-ID: 31463                                                                    | Im Schreidl Standort KG: Drosendorf Stadt                          | Im 12. Jahrhundert befand sich hier eine kleine Burg. Heute sind auf dem bewaldeten Bergsporn noch Terrassenstufen erkennbar. Die am Plateau des Hausbergs befindlichen Reste einer im 14. Jahrhundert errichteten Kapelle sind unter einem eigenen Eintrag in der Denkmalliste geschützt. | BDA-Hist.: Q37953656 Status: Bescheid Stand der BDA-Liste: 2025-06-30 Name: Hausberg Johannesberg GstNr.: 568/1 |
| ja    | Datei hochladen | Wohnhaus, ehem. Brauerei HERIS-ID: 57348 Objekt-ID: 67313                                                                 | Raabser Tor 1 Standort KG: Drosendorf Stadt                        | Der Baukern der ehemaligen Brauerei und späteren Essigfabrik stammt aus dem 16. Jahrhundert. Zur Straße hin ist der Hof durch ein rundbogiges Portal geöffnet. Der Hofflügel mit später eingebauten Schartenfenstern wurde über der Stadtmauer errichtet. | BDA-Hist.: Q38076105 Status: Bescheid Stand der BDA-Liste: 2025-06-30 Name: Wohnhaus, ehem. Brauerei GstNr.: 42/2, 161/3, 43 |
| ja    | Datei hochladen | Unteres Torwärterhaus HERIS-ID: 32502 Objekt-ID: 29612seit 2017                                                           | Raabser Tor 3 Standort KG: Drosendorf Stadt                        | Das Torwärterhaus beim Raabser Tor, im Zwinger über drei Stützbögen errichtet, wurde im 19. Jahrhundert umgebaut. | BDA-Hist.: Q37948314 Status: Bescheid Stand der BDA-Liste: 2025-06-30 Name: Unteres Torwärterhaus GstNr.: 44 |
| ja    | Datei hochladen | Bürgerhaus HERIS-ID: 32503 Objekt-ID: 29613seit 2017                                                                      | Raabser Tor 5 Standort KG: Drosendorf Stadt                        | | BDA-Hist.: Q37948330 Status: Bescheid Stand der BDA-Liste: 2025-06-30 Name: Bürgerhaus GstNr.: 169 |
| ja    | Datei hochladen | Bürgerhaus HERIS-ID: 32505 Objekt-ID: 29615seit 2017                                                                      | Raabser Tor 6 Standort KG: Drosendorf Stadt                        | | BDA-Hist.: Q37948353 Status: Bescheid Stand der BDA-Liste: 2025-06-30 Name: Bürgerhaus GstNr.: 46, 47/1, 48, 49/1, 49/2 |
| ja    | Datei hochladen | Bürgerhaus, ehem. Mauthäusl HERIS-ID: 32507 Objekt-ID: 29617seit 2017                                                     | Raabser Tor 7 Standort KG: Drosendorf Stadt                        | Das eingeschoßige ehemalige Mauthaus aus der Zeit um 1800 verfügt über Bohlenwände mit Lehmmörtel. | BDA-Hist.: Q37948372 Status: Bescheid Stand der BDA-Liste: 2025-06-30 Name: Bürgerhaus, ehem. Mauthäusl GstNr.: 164 |
| ja    | Datei hochladen | Bürgerhaus HERIS-ID: 32509 Objekt-ID: 29619seit 2017                                                                      | Raabser Tor 8 Standort KG: Drosendorf Stadt                        | | BDA-Hist.: Q37948382 Status: Bescheid Stand der BDA-Liste: 2025-06-30 Name: Bürgerhaus GstNr.: 47/2 |
| ja    | Datei hochladen | Bürgerhaus HERIS-ID: 32510 Objekt-ID: 29620seit 2017                                                                      | Raabser Tor 10 Standort KG: Drosendorf Stadt                       | Das Bürgerhaus im Bereich des Tores, im 17. Jahrhundert errichtet, erhielt im 18. Jahrhundert seinen geschwungenen Giebel und wurde im 19./20. Jahrhundert umgebaut. | BDA-Hist.: Q37948396 Status: Bescheid Stand der BDA-Liste: 2025-06-30 Name: Bürgerhaus GstNr.: 45 |
| ja    | Datei hochladen | Bürgerhaus HERIS-ID: 32511 Objekt-ID: 29621seit 2017                                                                      | Raabser Tor 12 Standort KG: Drosendorf Stadt                       | | BDA-Hist.: Q37948408 Status: Bescheid Stand der BDA-Liste: 2025-06-30 Name: Bürgerhaus GstNr.: 172 |
| ja    | Datei hochladen | Schloss Drosendorf, ehem. Stadtburg HERIS-ID: 33737 Objekt-ID: 31464                                                      | Schloßplatz 1 Standort KG: Drosendorf Stadt                        | Schloss Drosendorf befindet sich in der Südostecke der Stadt. Die dreigeschoßige Anlage hat einen annähernd rechteckigen Hof und einen unregelmäßigen Grundriss. Der östliche Teil ist durch eine mehrfach geknickte Front gekennzeichnet und geht auf die mittelalterliche Stadtburg zurück, welche urkundlich bereits im 12. Jahrhundert erwähnt wurde. Ende des 17./Anfang des 18. Jahrhunderts wurde die Burg nach einem Brand zu einem barocken Schloss ausgebaut. | BDA-Hist.: Q1650276 Status: Bescheid Stand der BDA-Liste: 2025-06-30 Name: Schloss Drosendorf, ehem. Stadtburg GstNr.: 1, 2, 3/1, 3/2, 138/1, 147/1, 150 152/2 Schloss Drosendorf |
| ja    | Datei hochladen | Bürgerhaus HERIS-ID: 71983 Objekt-ID: 85193seit 2017                                                                      | Schloßplatz 2 Standort KG: Drosendorf Stadt                        | | BDA-Hist.: Q38128819 Status: Bescheid Stand der BDA-Liste: 2025-06-30 Name: Bürgerhaus GstNr.: 10/1 |
| ja    | Datei hochladen | Schüttkasten, sog. Stockkastl HERIS-ID: 58766 Objekt-ID: 69587seit 2017                                                   | Schloßplatz 3 Standort KG: Drosendorf Stadt                        | Beim Stockkastl handelt es sich um die ehemalige Martinskirche, die aus der Gründerzeit des Marktes stammt. Sie wurde durch die heutige Pfarrkirche im 15. Jahrhundert abgelöst. Danach dient das Gebäude immer wieder, wie auch aktuell, als Wohnhaus, dazwischen auch als Gefängnis. | BDA-Hist.: Q38084685 Status: Bescheid Stand der BDA-Liste: 2025-06-30 Name: Schüttkasten, sog. Stockkastl GstNr.: 10/3 |
| ja    | Datei hochladen | Bürgerhaus HERIS-ID: 32512 Objekt-ID: 29624seit 2017                                                                      | Schloßplatz 4 Standort KG: Drosendorf Stadt                        | Das zweigeschoßige Bürgerhaus stammt im Kern aus dem 17. Jahrhundert, sein mehrfach geschwungener Blendgiebel aus dem 18. Jahrhundert. | BDA-Hist.: Q37948418 Status: Bescheid Stand der BDA-Liste: 2025-06-30 Name: Bürgerhaus GstNr.: 13/1 |
| ja    | Datei hochladen | Feuerwehrhaus HERIS-ID: 71980 Objekt-ID: 85190                                                                            | Schloßplatz 5 Standort KG: Drosendorf Stadt                        | | BDA-Hist.: Q38128798 Status: Bescheid Stand der BDA-Liste: 2025-06-30 Name: Feuerwehrhaus GstNr.: 939/5 Former fire station Drosendorf Stadt |
| ja    | Datei hochladen | Schüttkasten HERIS-ID: 11681 Objekt-ID: 7790                                                                              | Schulsiedlung 17 Standort KG: Drosendorf Stadt                     | Der ehemalige Schüttkasten, um 1725 auf einer Anhöhe südlich der Stadt errichtet, ist ein dreigeschoßiger Barockbau mit pyramidenbekröntem, geschwungenem Giebel und profiliertem, gemischtlinig bekröntem Portal mit Kugelaufsätzen. Im Ersten Weltkrieg wurde der Bau als Internierungslager für Kriegsgefangene genutzt. | BDA-Hist.: Q18412987 Status: Bescheid Stand der BDA-Liste: 2025-06-30 Name: Schüttkasten GstNr.: 351/2 Schüttkasten Drosendorf |
| ja    | Datei hochladen | Johannes-Nepomuk-Kapelle HERIS-ID: 32042 Objekt-ID: 29090 marterl.at: 9107                                                | Standort KG: Drosendorf Stadt                                      | Die in der zweiten Hälfte des 18. Jahrhunderts erbaute Johannes-Nepomuk-Kapelle hat eine korbbogige Öffnung, Doppelpilaster mit verkröpftem Gebälk und Volutenaufsätze mit Dreiecksgiebeln. Sie verfügt über ein Kreuzgratgewölbe mit Putzbändern auf übereck gestellten Pilastern. Darin ist ein Holzkruzifix aus der Bauzeit angebracht. | BDA-Hist.: Q37945852 Status: § 2a Stand der BDA-Liste: 2025-06-30 Name: Hl. Johannes Nepomuk-Kapelle GstNr.: 1041 |
| ja    | Datei hochladen | Kirchenruine Johanneskapelle HERIS-ID: 32043 Objekt-ID: 29091                                                             | Haidweg 1, östlich Standort KG: Drosendorf Stadt                   | Am Hausberg gegenüber der Altstadt-Pfarrkirche sind Reste vom Dreiachtelschluss des Chores einer Kirche aus dem Jahr 1359 erhalten. | BDA-Hist.: Q37945862 Status: § 2a Stand der BDA-Liste: 2025-06-30 Name: Kirchenruine Johanneskapelle GstNr.: 568/1 |
| ja    | Datei hochladen | Bildstock HERIS-ID: 77149 Objekt-ID: 90765                                                                                | Standort KG: Drosendorf Stadt                                      | Das steinerne spätbarocke Kruzifix auf hohem Sockel, ehemals bez. 1786 (?), liegt am Weg von der Stadt zur Altstadt. | BDA-Hist.: Q38148746 Status: § 2a Stand der BDA-Liste: 2025-06-30 Name: Bildstock GstNr.: 240 Stone crucifix, Drosendorf Stadt |
| ja    | Datei hochladen | Bildstock HERIS-ID: 32552 Objekt-ID: 29668                                                                                | Standort KG: Elsern                                                | Nördlich des Ortes befindet sich ein Anfang des 19. Jahrhunderts erbauter Rundpfeiler mit schindelgedecktem Zeltdach. | BDA-Hist.: Q37948624 Status: § 2a Stand der BDA-Liste: 2025-06-30 Name: Bildstock GstNr.: 1281 |
| ja    | Datei hochladen | Ortskapelle Heinrichsreith HERIS-ID: 49884 Objekt-ID: 54188                                                               | Heinrichsreith 4, in der Nähe Standort KG: Heinrichsreith          | Die gegen Ende des 18. Jahrhunderts erbaute Ortskapelle von Heinrichsreith hat einen vorgebauten Westturm mit quadratischem Grundriss und ziegelgedecktem Pyramidendach. Die seitlichen Fenster verfügen über gedrückte Segmentbogenabschlüsse. Das Innere wurde mit Gurtplatzln auf Wandpfeilern über einem Deckenplattengesims ausgeführt. | BDA-Hist.: Q2032161 Status: § 2a Stand der BDA-Liste: 2025-06-30 Name: Ortskapelle Heinrichsreith GstNr.: 40 Ortskapelle Heinrichsreith |
| ja    | Datei hochladen | Ortskapelle Oberthürnau HERIS-ID: 32556 Objekt-ID: 29672                                                                  | Oberthürnau 1, neben Standort KG: Oberthürnau                      | Die Ortskapelle von Oberthürnau wurde Ende des 18./Anfang des 19. Jahrhunderts errichtet. Der rechteckige Bau hat an der Westseite einen vorgebauten Turm mit quadratischem Grundriss und an der Ostseite eine leicht eingezogene, halbkreisförmige Apsis. An den Längsseiten der innen flach gedeckten Kapelle befindet sich je ein rundbogiges Fenster. Der Turm mit ziegelgedecktem Spitzdach besitzt abgefaste Kanten und mit Lisenen eingefasste Seiten. Die Schallfenster wurden rundbogig ausgeführt. Der Altar mit gedrehten Säulen und verkröpftem Gebälk stammt aus der Zeit um 1617. | BDA-Hist.: Q2032173 Status: § 2a Stand der BDA-Liste: 2025-06-30 Name: Ortskapelle Oberthürnau GstNr.: 53 |
| ja BW | Datei hochladen | Kieslingmühle HERIS-ID: 32575 Objekt-ID: 29692                                                                            | Unterthürnau 11 Standort KG: Unterthürnau                          | Die Kieslingmühle ist eine 1933 ausgebaute, mehrflügelige Anlage mit polygonalem Nordturm. Der Vorgängerbau geht auf das 16. Jahrhundert zurück. Sie besitzt ein Reliefwappen von Martin Flach. | BDA-Hist.: Q37948744 Status: Bescheid Stand der BDA-Liste: 2025-06-30 Name: Kieslingmühle GstNr.: 12/1 |
| ja    | Datei hochladen | Ortskapelle hl. Magdalena HERIS-ID: 58768 Objekt-ID: 69589                                                                | Unterthürnau 1, gegenüber Standort KG: Unterthürnau                | Der im Kern gotische Westturm stammt aus dem 16. Jahrhundert, das barockisierte Langhaus mit gotischem Chor von Anfang des 15. Jahrhunderts. Am Langhaus sind rundbogige Fenster zu sehen; südseitig Reste eines abgefasten gotischen Portalgewändes sowie eine in den Putz geritzte Gliederung. Der Chor hat Strebepfeiler und Lanzettenfenster mit Dreipassmaßwerk. Nördlich ist eine barocke Sakristei angebaut. Der Turm hat einen ziegelgedeckten Pyramidenhelm. | BDA-Hist.: Q2801561 Status: § 2a Stand der BDA-Liste: 2025-06-30 Name: Ortskapelle hl. Magdalena GstNr.: 18 St. Magdalena (Unterthürnau) |
| ja    | Datei hochladen | Ortskapelle Wolfsbach HERIS-ID: 50878 Objekt-ID: 56337                                                                    | Wolfsbach 16, gegenüber Standort KG: Wolfsbach                     | Die Ortskapelle in Wolfsbach wurde 1746 geweiht und 1851 nach einem Brand renoviert. Der rechteckige Bau hat einen halbrunden Schluss und einen Dachreiter. Der Innenraum verfügt über eine Stichkappentonne von Ende des 18. Jahrhunderts. Das Erdgeschoß des Turms ist platzlgewölbt. | BDA-Hist.: Q38042527 Status: § 2a Stand der BDA-Liste: 2025-06-30 Name: Ortskapelle Wolfsbach GstNr.: 43 |
| ja    | Datei hochladen | Figurenbildstock hl. Johannes Nepomuk HERIS-ID: 32619 Objekt-ID: 29738                                                    | Standort KG: Wollmersdorf                                          | In Wollmersdorf steht vor dem hölzernen Glockenturm eine Statue Johannes Nepomuks aus dem Jahr 1729. | BDA-Hist.: Q37948854 Status: § 2a Stand der BDA-Liste: 2025-06-30 Name: Figurenbildstock hl. Johannes Nepomuk GstNr.: 253/9 Johannes-Nepomuk-Statue (Wollmersdorf) |
| ja    | Datei hochladen | Bildstock HERIS-ID: 32622 Objekt-ID: 29741                                                                                | Standort KG: Zettlitz                                              | Östlich von Zettlitz steht ein Tabernakelpfeiler, der gegen Ende des 17./Anfang des 18. Jahrhunderts erbaut wurde. Sein abgefaster Schaft hat an der Basis Ecknasen. Der übereck gestellte Aufsatz ruht auf sich überschneidenden Rundbögen. | BDA-Hist.: Q37948873 Status: § 2a Stand der BDA-Liste: 2025-06-30 Name: Bildstock GstNr.: 927 Bildstock (Zettlitz, ObjektID: 29741) |
| ja    | Datei hochladen | Figurenbildstock hl. Johannes Nepomuk HERIS-ID: 32624 Objekt-ID: 29743                                                    | Standort KG: Zettlitz                                              | Im Nordwesten von Zettlitz steht auf einem erneuerten Sockel eine Statue Johannes Nepomuks aus der Mitte des 18. Jahrhunderts. | BDA-Hist.: Q37948883 Status: § 2a Stand der BDA-Liste: 2025-06-30 Name: Figurenbildstock hl. Johannes Nepomuk GstNr.: 50/3 Johannes-Nepomuk-Statue (Zettlitz) |
| ja    | Datei hochladen | Pfarrhof HERIS-ID: 66617 Objekt-ID: 79522                                                                                 | Zissersdorf 3 Standort KG: Zissersdorf                             | Der Pfarrhof von Zissersdorf wurde gegen Ende des 18. Jahrhunderts errichtet. Der zweigeschoßige Bau ist im Erdgeschoß platzlgewölbt. | BDA-Hist.: Q38113889 Status: § 2a Stand der BDA-Liste: 2025-06-30 Name: Pfarrhof GstNr.: 173 |
| ja    | Datei hochladen | Aufnahmsgebäude Zissersdorf HERIS-ID: 50906 Objekt-ID: 56401                                                              | Zissersdorf 95 Standort KG: Zissersdorf                            | Der ehemalige Bahnhof der Lokalbahn Retz–Drosendorf wurde um 1900 erbaut. | BDA-Hist.: Q55442160 Status: Bescheid Stand der BDA-Liste: 2025-06-30 Name: Aufnahmsgebäude Zissersdorf GstNr.: 1222/3 Bahnhof Zissersdorf |
| ja    | Datei hochladen | Bildstock HERIS-ID: 32630 Objekt-ID: 29750                                                                                | Standort KG: Zissersdorf                                           | Westlich von Zissersdorf befindet sich ein Nischenpfeiler mit wuchtigem, abgefastem Schaft und Pyramidendach aus der ersten Hälfte des 17. Jahrhunderts. | BDA-Hist.: Q37948894 Status: § 2a Stand der BDA-Liste: 2025-06-30 Name: Bildstock GstNr.: 1047/2 Wayside shrine west of Zissersdorf |
| ja    | Datei hochladen | Bildstock HERIS-ID: 32647 Objekt-ID: 29770                                                                                | Standort KG: Zissersdorf                                           | Nördlich von Zissersdorf steht ein Bildstock, der mit 1587 bezeichnet ist. | BDA-Hist.: Q37948974 Status: § 2a Stand der BDA-Liste: 2025-06-30 Name: Bildstock GstNr.: 1201 Wayside shrine north of Zissersdorf |
| ja    | Datei hochladen | Figurenbildstock hl. Johannes Nepomuk HERIS-ID: 32648 Objekt-ID: 29771                                                    | Zissersdorf 118, südlich Standort KG: Zissersdorf                  | Dieser Johannes-Nepomuk-Bildstock stammt aus dem dritten Viertel des 18. Jahrhunderts. | BDA-Hist.: Q37948984 Status: § 2a Stand der BDA-Liste: 2025-06-30 Name: Figurenbildstock hl. Johannes Nepomuk GstNr.: 1213/3 |
| ja    | Datei hochladen | Kath. Pfarrkirche hll. Märtyrer Johannes und Paulus HERIS-ID: 50905 Objekt-ID: 56400                                      | Zissersdorf 1, bei Standort KG: Zissersdorf                        | Die Pfarrkirche von Zissersdorf ist eine josephinische Saalkirche mit rundem Chorschluss, Westturm und querhausartigen Anbauten. Die Kirche wurde nach der Pfarrerhebung von 1783 erbaut. | BDA-Hist.: Q38042647 Status: § 2a Stand der BDA-Liste: 2025-06-30 Name: Kath. Pfarrkirche hll. Märtyrer Johannes und Paulus GstNr.: 177 Pfarrkirche hll. Märtyrer Johannes und Paulus, Zissersdorf |